# Alles wat ik wil (Cor & Reverse)
Alles wat ik wil is een lied van de Italiaans-Nederlandse rapper Cor en de Nederlandse producer Reverse in samenwerking met de Nederlandse urbanartiesten Idaly en Ronnie Flex. Het werd in 2021 als single uitgebracht en stond in hetzelfde jaar als zesde track op het album Beloofd van Cor en Reverse.

## Achtergrond
Alles wat ik wil is geschreven door Andy Ricardo de Rooy, Cor, Idaly Faal, Sergio van Gonter en Ronell Langston Plasschaert en geproduceerd door Andy Ricardo en Reverse. Het is een nummer dat past in de genres nederhop en trap. In het lied rappen de artiesten over het verlangen naar een vrouw. Ze vertellen dat het enige dat zij willen het met haar zijn is. Toch zijn ze bezig met verschillende andere zaken, zoals hun straatleven en rapcarrière. 
Het is de eerste keer dat de vier artiesten tegelijkertijd op een track te horen zijn. Wel werd er onderling samengewerkt. Alles wat ik wil was de tweede single van een gezamenlijk project van Cor en Reverse, waaruit het album Beloofd volgde. Andere succesvolle nummers van dat album zijn Jungle en Hier ver vandaan. Cor en Idaly stonden eerder samen op Thuis kom. Idaly en Ronnie Flex werkten al meermaals met elkaar samen. Dit deden zij op No go zone, Hoog / laag, Ik zag je staan, Half 8, de remixversie van Wine Slow, Fallin' en Voodoo.

## Hitnoteringen
De artiesten hadden bescheiden succes met het lied in Nederland. Het stond de 94e plaats van de Single Top 100 in de enige week dat het in deze hitlijst te vinden was. De Top 40 en haar Tipparade werden niet bereikt.